# Српски црквено-народни сабор у Петроварадину 1722.
На Српском црквено-народном сабору у Петроварадину 1722. године је царским рескриптом од 23. јуна (4. јула) 1722. било је забрањено да у његовом раду узму учешћа посланици из Србије и Баната. Београдском митрополиту Мојсију Петровићу је било забрањено да дође на саобор, такође. Међутим, Мојсије је не само отишао на сабор, већ је и живо учествовао у његовом раду. Сабор је једнодушно изабрао 8. септембра 1722. године митрополита Мојсија за помоћника оболелом митрополиту карловачком Викентију Поповићу Хаџилавићу, а „после смрти једнога од њих двојице да се обе митрополије споје у једну“.
Аустријске власти су биле против очвршћавања српске цркве у њиховим границама и због политичке контроле народа и због тежњи Римокатоличке цркве за унијаћењем, коју је влада подржавала. Стога формално уједињење никад није ни допуштено од стране Аустрије, већ је митрополитима београдским допуштено само да управљају Карловачком митрополијом до 1739. године и Београдског мира, тј. поновног освајања Београда од стране турске војске.